# Club Guaraní
El Club Guaraní és un club de futbol de la ciutat d'Asunción, Paraguai, situat al barri de Dos Bocas.

## Història
El Club Guaraní és el segon club de futbol més antic del Paraguai, fundat el 12 d'octubre de 1903 amb el nom de Football Club Guaraní, essent primer president Juan Patri. El nom prové de la tribu indígena del mateix nom. Els colors del club, el groc i el negre, foren proposats pels germans Melina en referència, per un costat al club Peñarol on aquest havien jugat poc abans, i a l'emblema del corsari Francis Drake.
La dècada més destacada del club fou els anys 60, on guanyaren tres títols nacionals. Amb l'Olimpia disputa el clásico añejo (el clàssic antic) en referència al fet de ser els dos clubs més antics del país. Ambdós clubs són els únics que mai han jugat a segona divisió.

## Palmarès
- Lliga paraguaiana de futbol:[1]
  - 1906, 1907, 1921, 1923, 1949, 1964, 1967, 1969, 1984, 2010 Apertura, 2016 Clausura

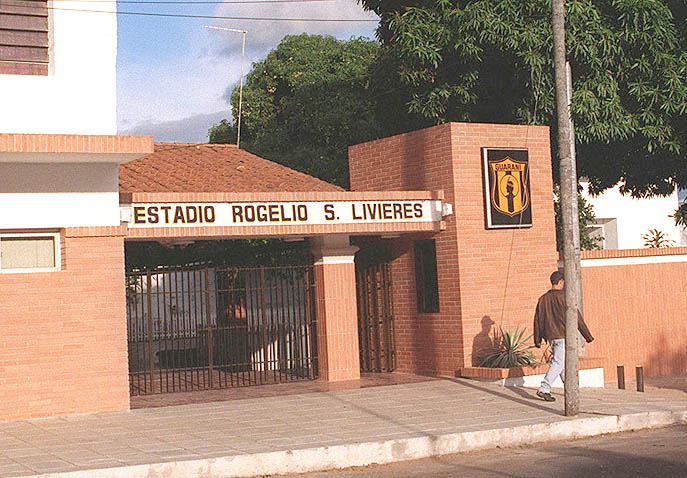
Façana principal de l'estadi del Club Guaraní.

- Copa Paraguai:[2]
  - 2018